# Obszary chronione w Bośni i Hercegowinie
Obszary chronione w Bośni i Hercegowinie – obszary chronione na terenie Bośni i Hercegowiny.
Całkowita powierzchnia obszarów chronionych Bośni i Hercegowiny wynosi 57,83694 hektarów (142.9182 akrów), co stanowi 1,13% całego terytorium państwa. W skład obszarów chronionych wchodzi 4 parki narodowe (NP) i 8 parków przyrody (PP).

## Parki narodowe
| Nazwa                      | Rok założenia | Powierzchnia (w km²) | Część                         |
| -------------------------- | ------------- | -------------------- | ----------------------------- |
| NP1 Park Narodowy Sutjeska | 1965          | 173                  | Republika Serbska             |
| NP2 Park Narodowy Kozara   | 1967          | 34                   | Republika Serbska             |
| NP3 Park Narodowy Una      | 2008          | 198                  | Federacja Bośni i Hercegowiny |
| NP4 Park Narodowy Drina    | 2017          | 63                   | Republika Serbska             |

### Galeria

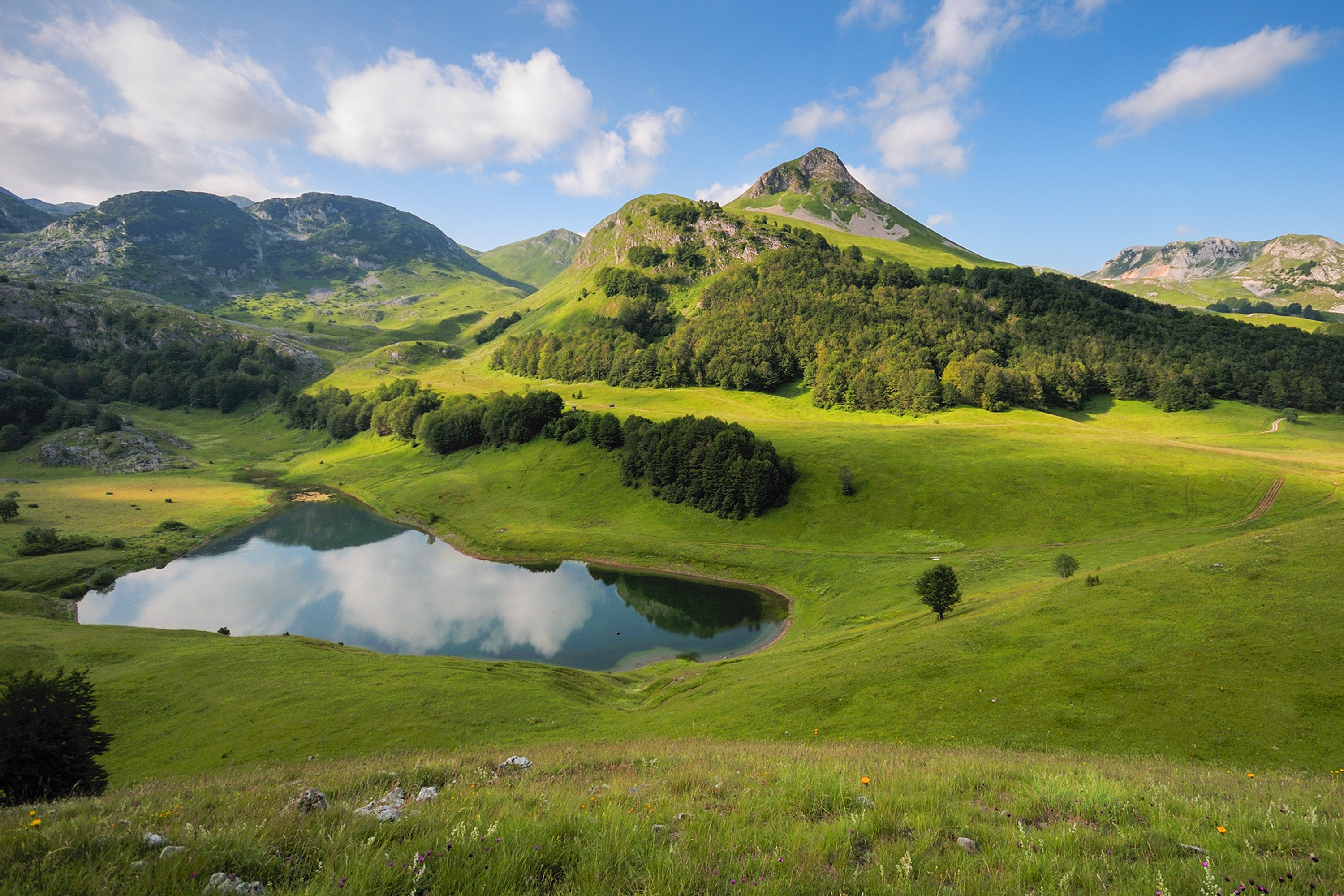
NP1 Sutjeska
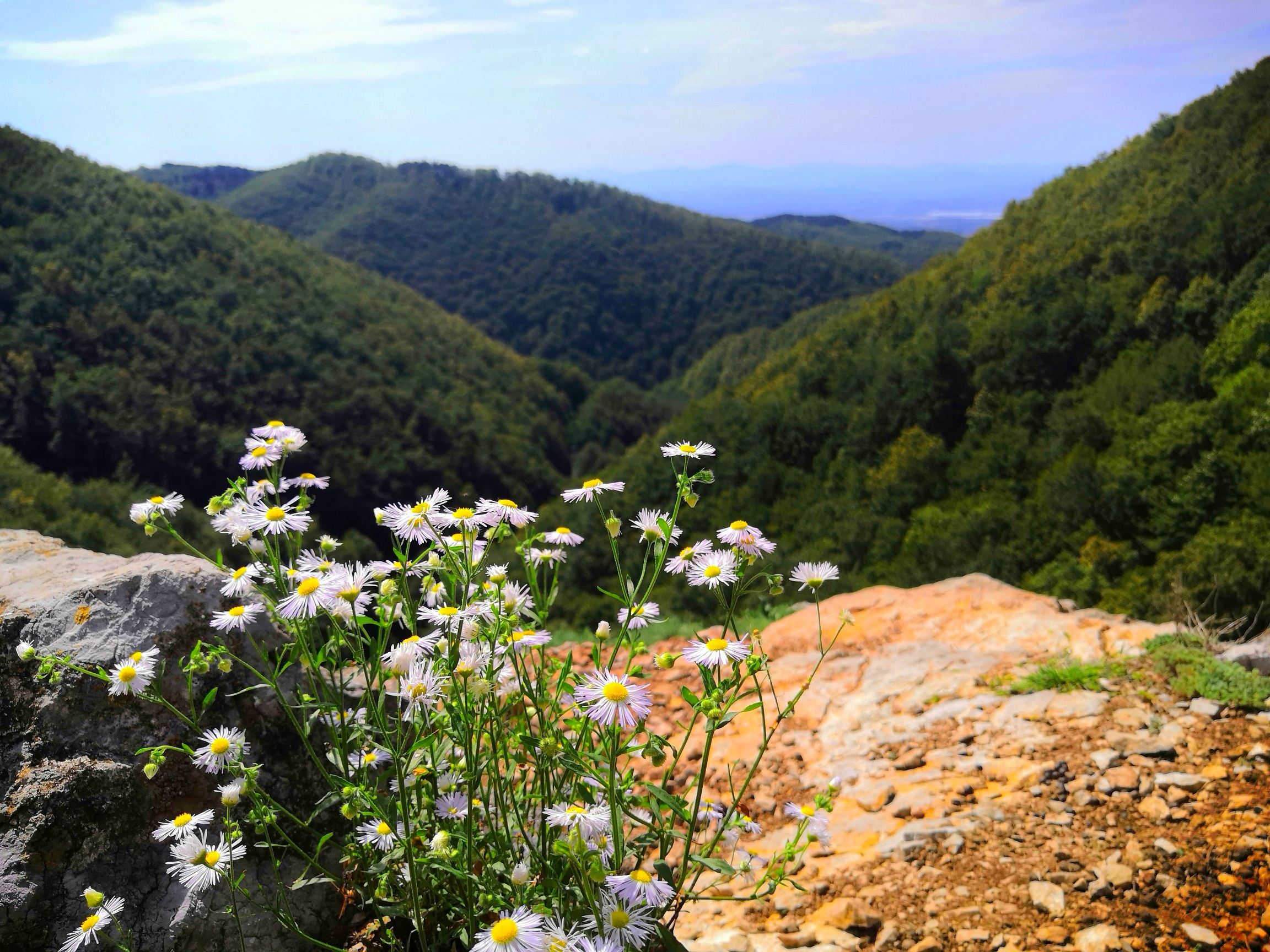
NP2 Kozara
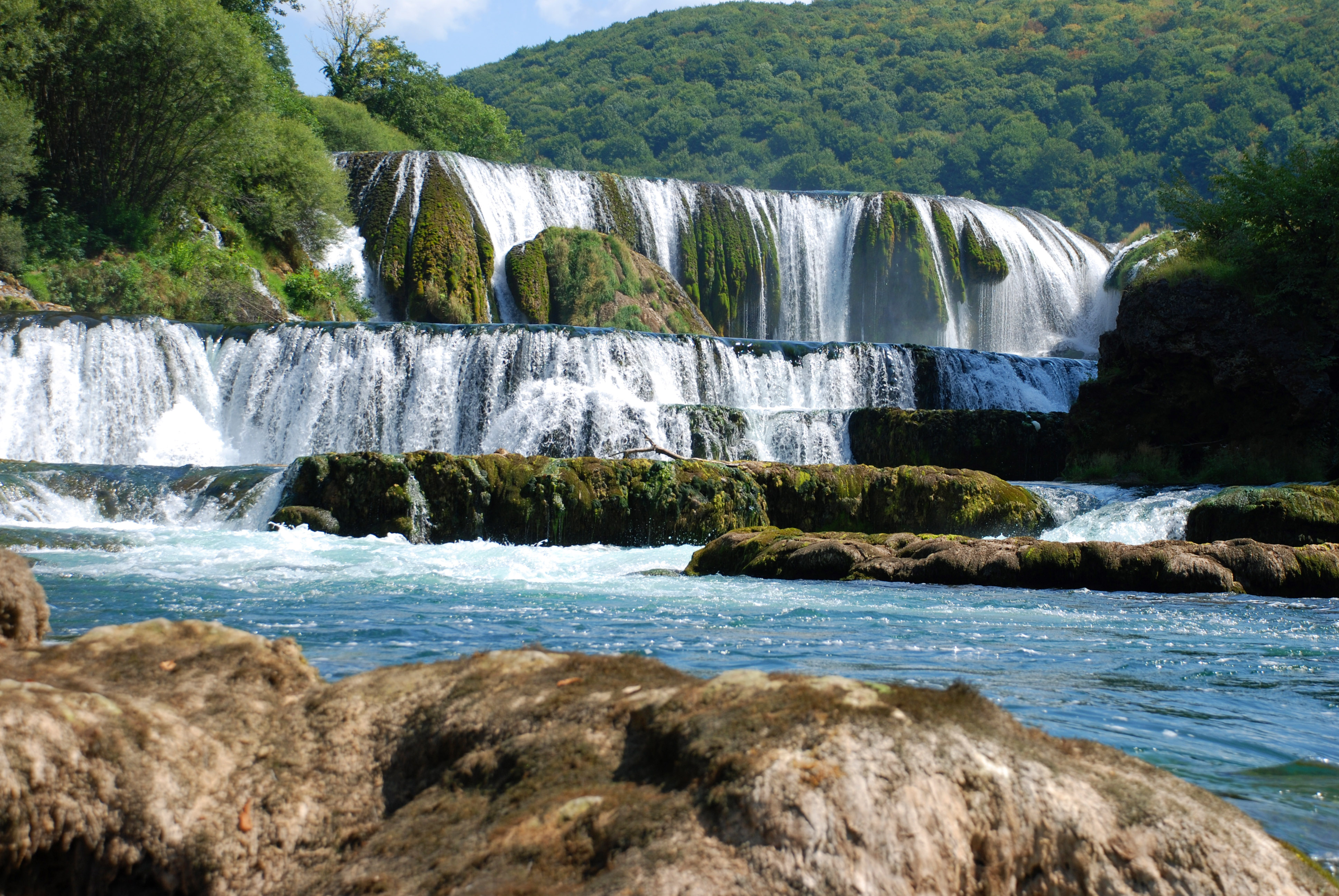
NP3 Una
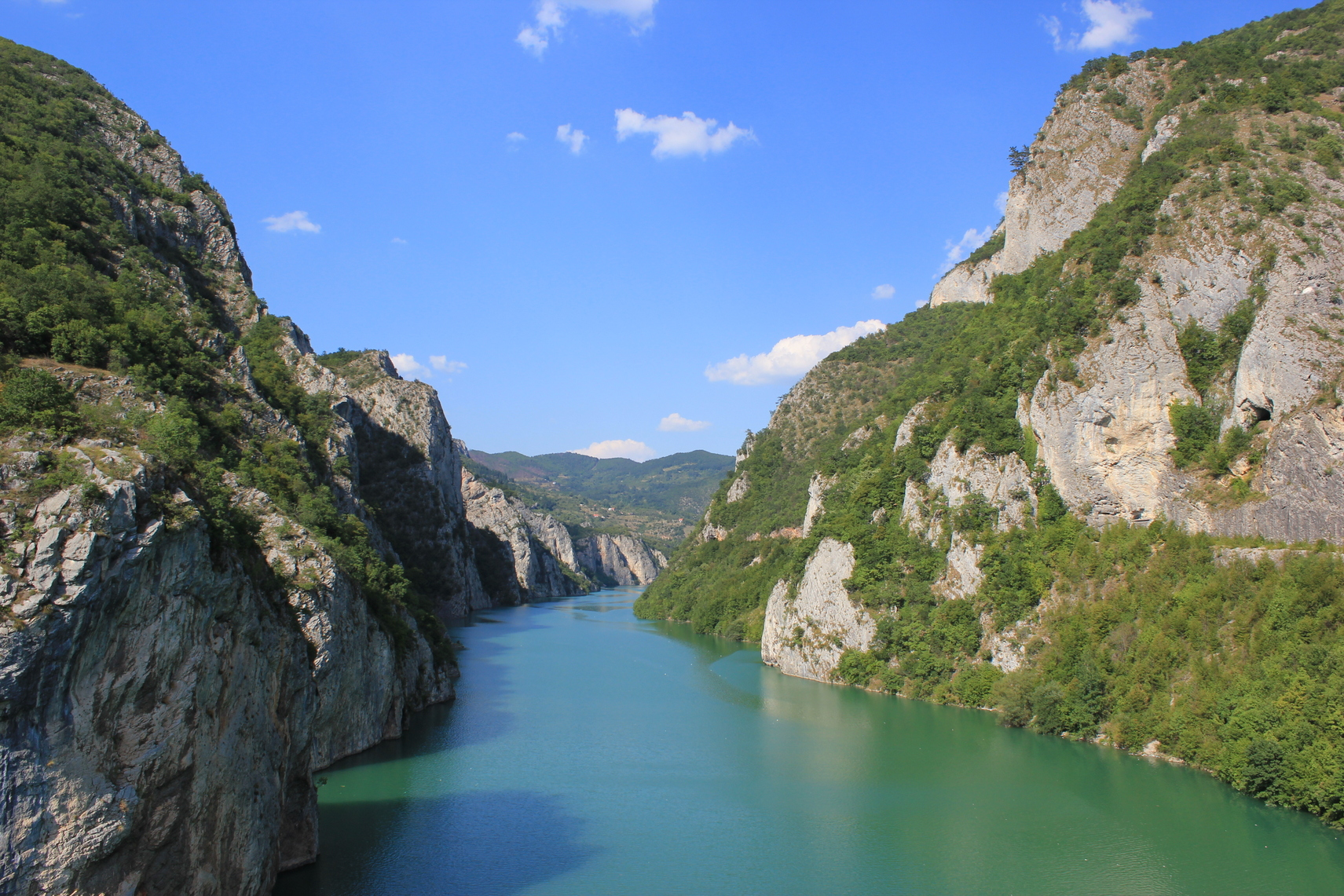
NP4 Drina

## Parki przyrody

### Galeria

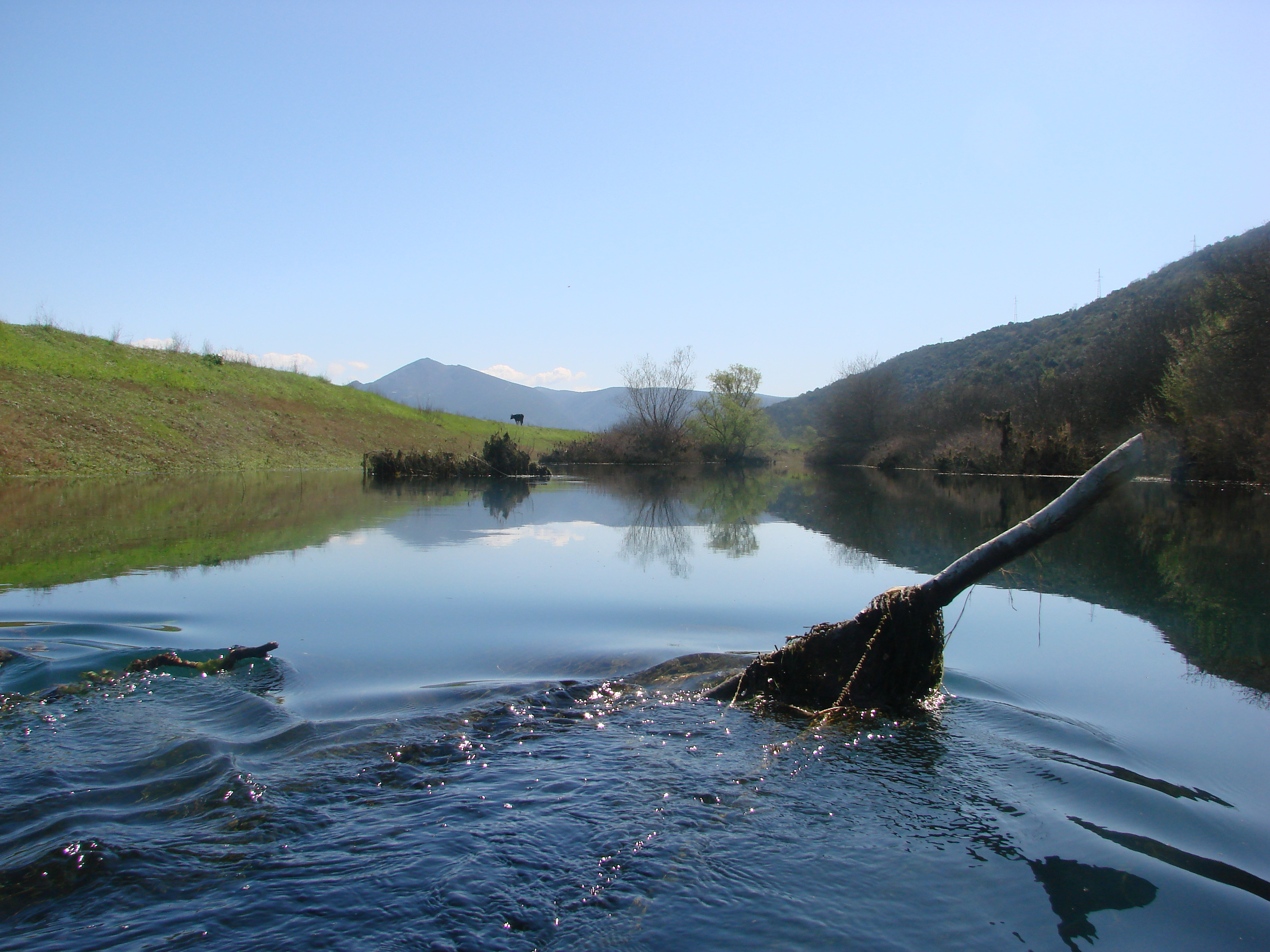
PP1 Hutovo blato
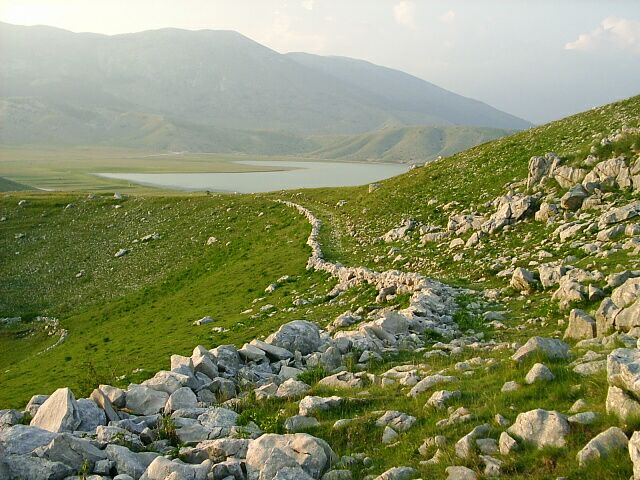
PP2 Blidinje
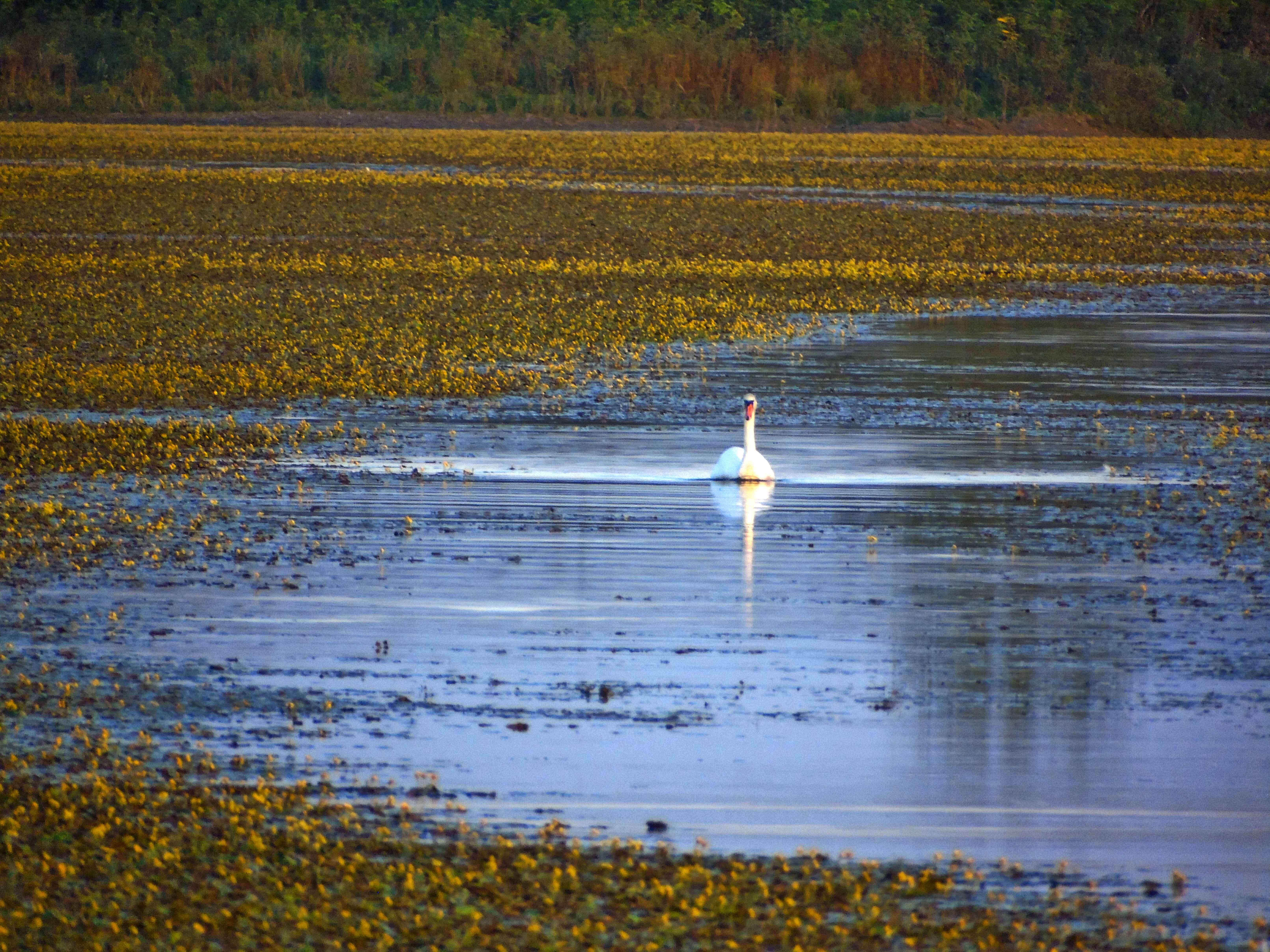
PP3 Bardača
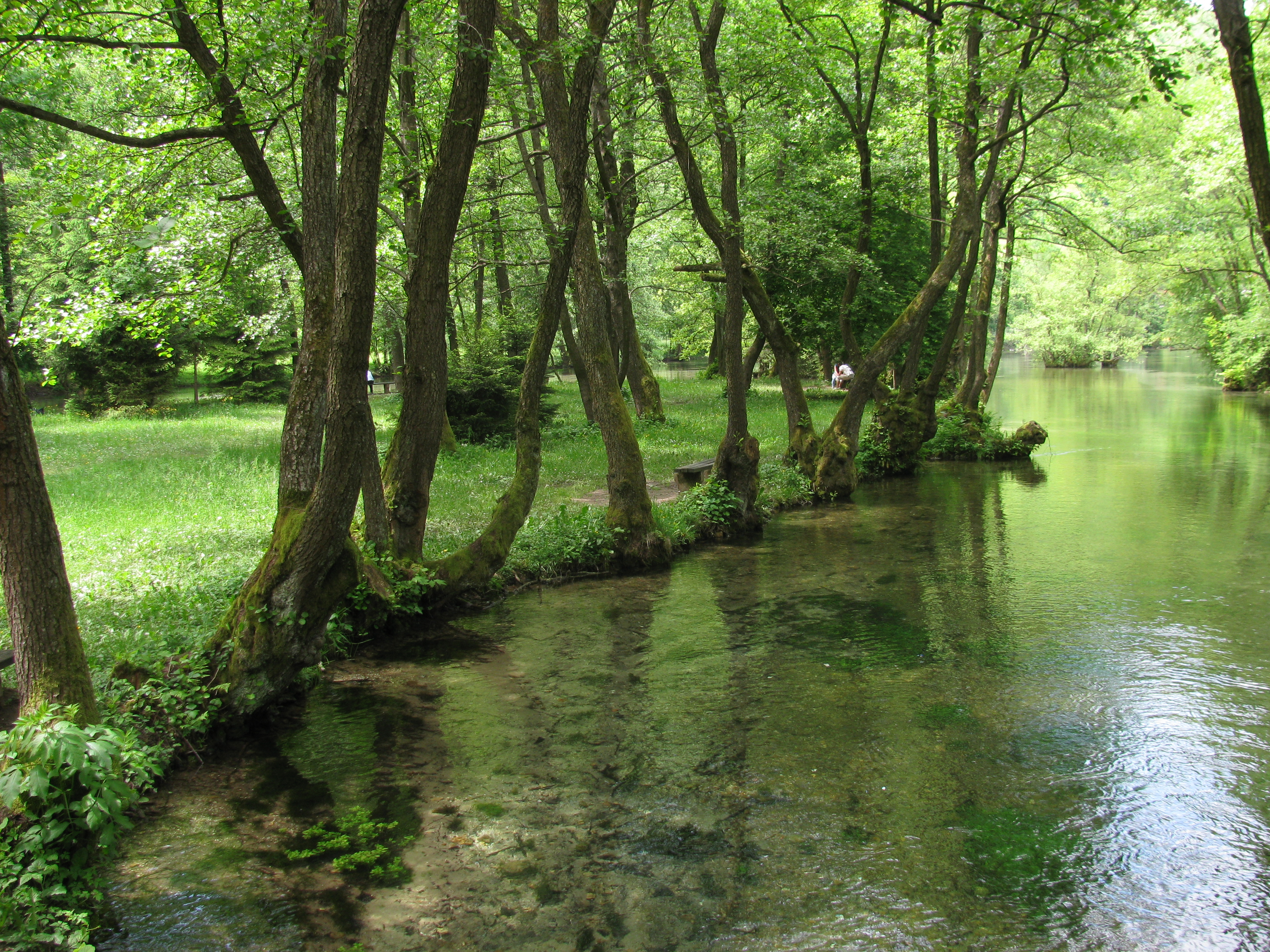
PP4 Vrelo Bosne
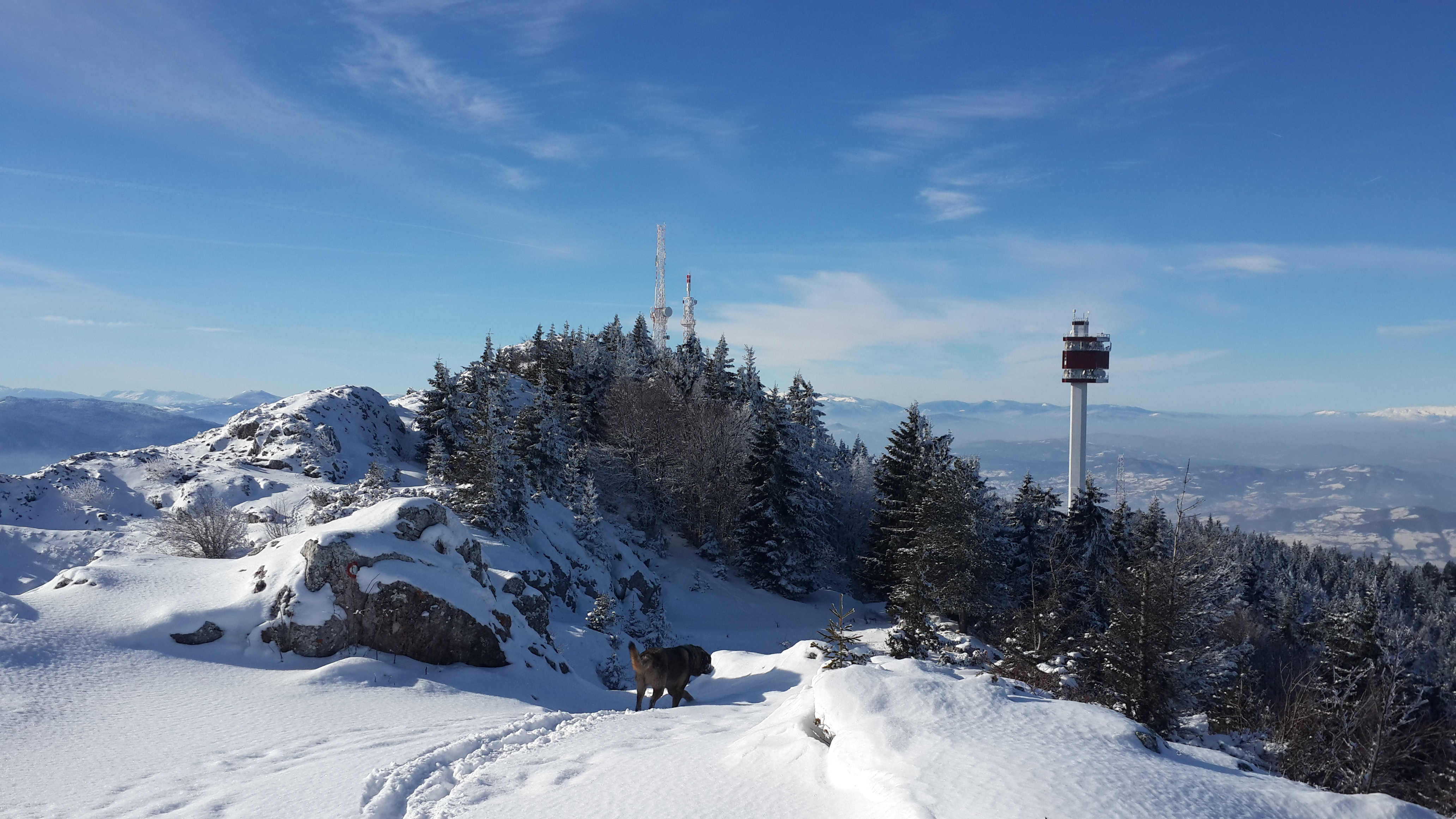
PP5 Trebević
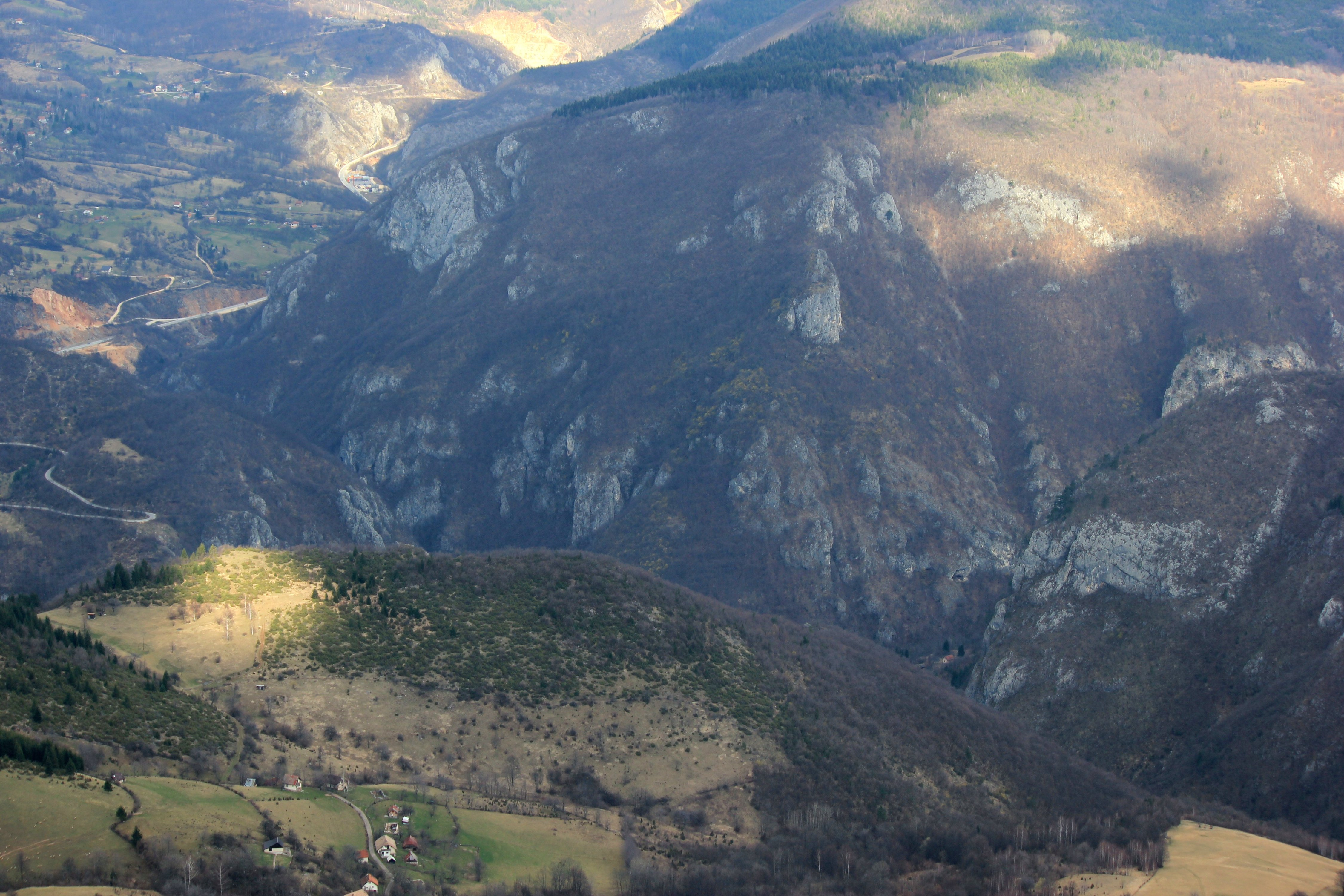
PP6 Miljacka Canyon
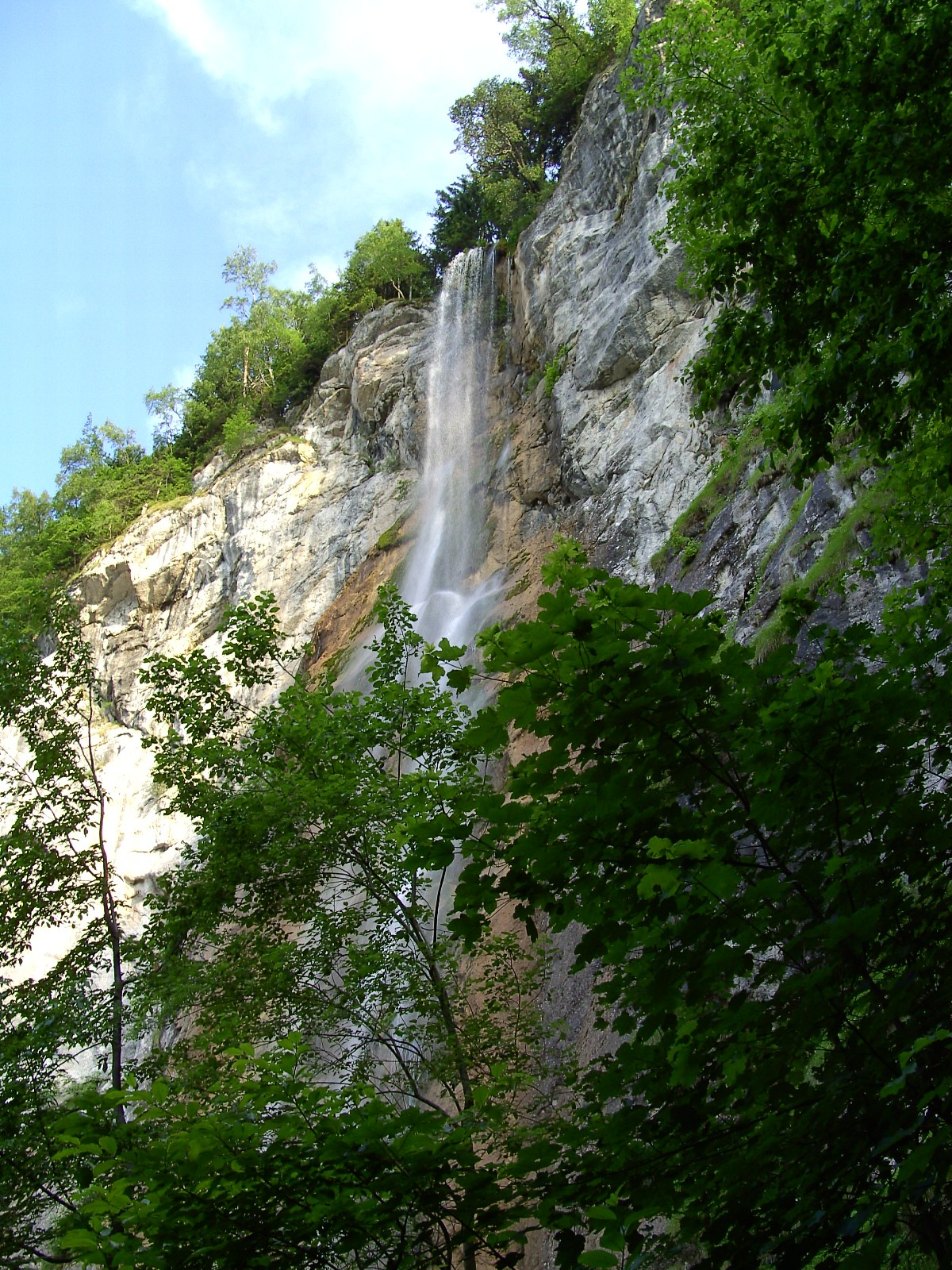
PP7 Skakavac
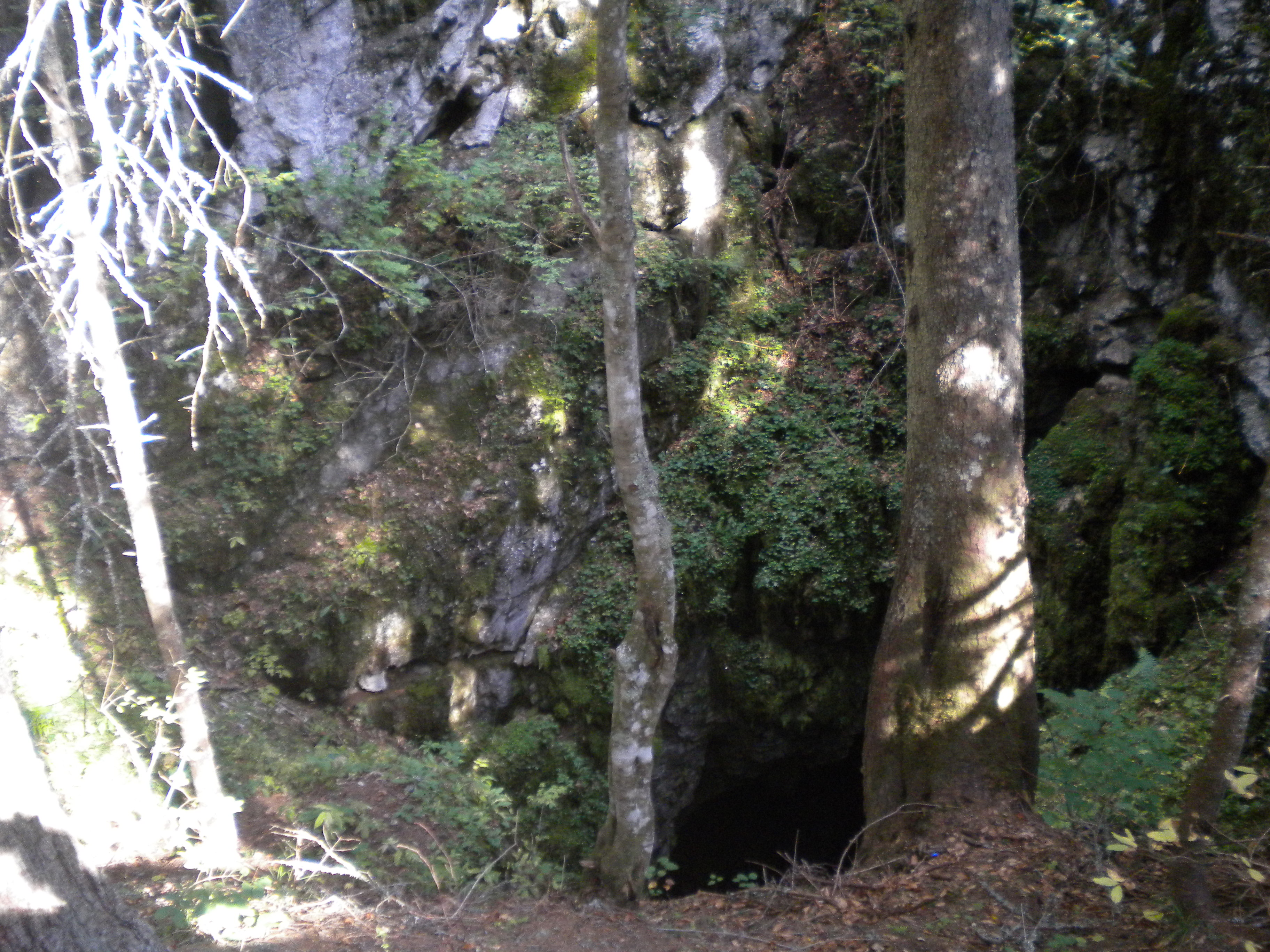
PP8 Bijambare

## Propozycje
Poniżej przedstawiono obszary proponowane do ochrony lub w procedurze ustanowienia jako strefy ochronne odpowiedniej kategoryzacji:
- Park Narodowy Prenj-Čvrsnica-Čabulja-Vran z Parkiem Przyrody Blidinje[4]
- Igman-Bjelašnica-Treskavica-Visočica z Parkiem Narodowym Kanion Rakitnicy.